# Nagakute
Nagakute (長久手市?, Nagakute-shi) è una città del Giappone che fa parte della prefettura di Aichi. Ha acquisito lo status di città il 4 gennaio 2012. In precedenza era una cittadina che faceva parte del distretto di Aichi.
Nel 2005 la città ospitò l'Esposizione Universale (25 marzo - 25 settembre).

## Amministrazione

### Gemellaggi
- Waterloo